# Steven Soderbergh
Steven Andrew Soderbergh (ur. 14 stycznia 1963 w Atlancie) – amerykański reżyser, producent, scenarzysta, operator i montażysta. Wczesny pionier nowoczesnego kina niezależnego. Laureat Złotej Palmy na 42. MFF w Cannes za film Seks, kłamstwa i kasety wideo (1989) oraz Oscara za najlepszą reżyserię za Traffic (2000).

## Życiorys
Urodził się w Atlancie jako syn Mary Ann Mitchell „Midge” (z domu Bernard) i Petera Andrew Soderbergha, dziekana i profesora. Jego ojciec miał pochodzenie szwedzkie i irlandzkie, a matka miała korzenie włoskie. Był dzieckiem, gdy wraz z rodziną przeniósł się do Charlottesville w Wirginii, gdzie mieszkał w okresie dojrzewania, a następnie do Baton Rouge w stanie Luizjana, gdzie jego ojciec został dziekanem ds. edukacji na Uniwersytecie Stanu Luizjana. Soderbergh jako nastolatek kręcił filmy krótkometrażowe za pomocą kamer Super 8 i 16 mm. Uczęszczał do liceum w Louisiana State University Laboratory School, a następnie przeniósł się do Hollywood, aby zająć się profesjonalnym filmowaniem. W swojej pierwszej pracy pracował jako kompozytor teleturniejów. Wkrótce potem znalazł pracę jako niezależny montażysta filmowy. W tym czasie wyreżyserował 9012Live (1985), film rejestrujący koncert grupy Yes, za który otrzymał nominację do nagrody Grammy.
Już debiutancki film kinowy Seks, kłamstwa i kasety wideo (1989) przyniósł uznanie krytyki i Złotą Palmę na 42. MFF w Cannes. Za dramat biograficzny Kafka (1991) z Jeremym Ironsem w roli tytułowej zdobył dwie nagrody na festiwalu filmowym na Wyspach Owczych – Złotego Księżyca za najlepszy film i FIPRESCI poza konkursem. Jego dramat historyczny Król wzgórza (King of the Hill, 1993) z Jesse Bradfordem był nominowany do Złotej Palmy na 46. MFF w Cannes. Następnie zrealizował dreszczowiec Na samym dnie (1995) z Peterem Gallagherem i Elisabeth Shue. Za reżyserię komedii kryminalnej Co z oczu, to z serca (1998) dostał pozytywne recenzje, otrzymał Nagrodę Amerykańskiego Stowarzyszenia Krytyków Filmowych i zapoczątkował współpracę filmowca z George’em Clooneyem.
Powrót na szczyt zapewniły mu dwa filmy nakręcone w 2000 – Erin Brockovich i Traffic, które były nominowane do Oscara za najlepszą reżyserię. Statuetkę Soderbergh odebrał za Traffic. Hitem kasowym stała się także zrealizowana w gwiazdorskiej obsadzie kryminalna komedia Ocean’s Eleven: Ryzykowna gra (2001). Film doczekał się dwóch kontynuacji. Mniejsze uznanie wzbudziła ekranizacja filozoficznej powieści sci-fi Stanisława Lema Solaris (2002).
Współpracował z Davidem Holmesem przy tworzeniu serii Ocean’s oraz Co z oczu, to z serca. Holmes napisał muzykę do tych filmów.
Zasiadał w jury konkursu głównego na 56. MFF w Cannes (2003).
Był dwukrotnie żonaty, ma córkę Sarah (ur. 1990).

## Reżyseria
- Yes: 9012 Live (1985) – dokumentalny
- Access All Areas (1985) – krótkometrażowy
- Winston (1987) – krótkometrażowy
- Seks, kłamstwa i kasety wideo (Sex, lies, and videotape, 1989)
- Kafka (1991)
- Król wzgórza (King of the Hill, 1993)
- Na samym dnie (Underneath, 1995)
- Gray’s Anatomy (1996)
- Schizopolis (1996)
- Co z oczu, to z serca (Out of Sight, 1998)
- Angol (The Limey, 1999)
- Erin Brockovich (2000)
- Traffic (2000)
- Ocean’s Eleven: Ryzykowna gra (Ocean’s Eleven, 2001)
- Full Frontal. Wszystko na wierzchu (Full Frontal, 2002)
- Solaris (2002)
- Ocean’s Twelve: Dogrywka (Ocean’s Eleven, 2004)
- Bańka (Bubble, 2005)
- Dobry Niemiec (The Good German, 2006)
- Ocean’s Thirteen (2007)
- Che. Rewolucja (Che: Part One, 2008)
- Che. Boliwia (Che: Part Two, 2008)
- Dziewczyna zawodowa (The Girlfriend Experience, 2009)
- Intrygant (The Informant!, 2009)
- Wszystko będzie dobrze (And Everything Is Going Fine, 2010) – dokumentalny
- Epidemia strachu (Contagion, 2011)
- Ścigana (Haywire, 2011)
- Magic Mike (2012)
- Panaceum (Side Effects, 2013)
- Wielki Liberace (Behind the Candelabra, 2013)
- Logan Lucky (2017)
- Niepoczytalna (Unsane, 2018)
- Pralnia (The Laundromat, 2019)
- Wysokie loty (High Flying Bird, 2019)
- Niech gadają (Let Them All Talk, 2020)
- Bez gwałtownych ruchów (No Sudden Move, 2021)
- Kimi (2022)
- Magic Mike: Ostatni taniec (Magic Mike’s Last Dance, 2023)
- Presence (2024)
- Szpiedzy (Black Bag, 2025)

## Nagrody
- Nagroda Akademii Filmowej Najlepsza reżyseria: 2001 Traffic
- Nagroda na MFF w Cannes
  - Złota Palma: 1989 Seks, kłamstwa i kasety wideo
  - Nagroda FIPRESCI: 1989 Seks, kłamstwa i kasety wideo